# パカパカ

テレビアニメ『ポケットモンスター』第38話で使用されたものの再現（減速済み）。ポケモンショックを引き起こした。

パカパカとは、かつて使用されていたアニメーションの技法のひとつで、背景色を激しく点滅させて表現する技法のことである。

## 概要
閃光の連続を用いる画面効果であり、日本のアニメ制作の中で開発された。少ない動画枚数で画面を派手に見せる効果があり、かつては予算をかけずに見栄えを良くすることができる効果的な手法として数多くのテレビアニメで多用された。
ところが1997年12月16日に放送されたテレビアニメ『ポケットモンスター』第38話の放送を見た多くの視聴者が体調不良を訴えた事件（ポケモンショック）をきっかけとして、背景色の点滅による悪影響（光過敏性発作など）が広く知られるようになった。こうしてパカパカの危険性が注目されてからは、NHKと民放各社が「アニメーション等の映像手法に関するガイドライン」を策定し、パカパカの乱用が自主規制されている。VTRに使用される光の点滅レベルを細かくチェックする専用のソフトウェアなどが販売されており、報道各局ではそれらを使用して映像の検査を行っているところもある。
パカパカの技法に用いる色の組み合わせは多種多様であるが、鮮やかな赤（原色に近い赤）を使用するパカパカは、ちょうどポケモンショックを引き起こした組み合わせの（ポリゴンの体色は赤と青緑に近い色）ように、特に刺激が強く、注意を要するとされている。

## ハーディングチェック
規制の基準は1993年にイギリスでテレビCMを視聴して発作を起こした事件を調査した際、アストン大学のグラハム・ハーディング教授が光感受性反応のテストを担当したことから、パカパカのチェックをハーディングチェック（ハーディングテスト）と呼ぶ。
規制にかかると画面を暗くする、前後のカットをミックスし映像をダブらせる、画面に黒幕を入れるなどの処置が必要であるが、あくまでテレビ放送時の規制であるため、問題となる光を放送用の素材では遮蔽部で覆うなどし、パッケージ版では遮蔽部が無いオリジナルの映像を収録することで輝度の変更やダブりを防ぐ手法も考案されている。また、IMAGICAエンタテインメントメディアサービスのメディアサービス（配信・パッケージ）やトゥーン ハーバー ワークス（T.D.B.）（トムス・エンタテインメントの子会社）などのハーディングチェックでは、点滅箇所の修正を行うケースがある。